# レッツポコポコ
レッツポコポコは日本の女性アイドルグループ。通称・レッポコ。

## 概要
田家大知率いるゆるめるモ!のプロデュースチームが手がけた第2弾アイドルグループ。
「懐かしくて新しい」をテーマに、楽曲のコンセプトは「80年代歌謡っぽい感じ」。グループの運営やマネージメントはゆるめるモ!のスタッフであった現役女子大生の小松なつきが務めていた。

## 沿革
- 2015年10月5日、ゆるめるモ!プロデュースチームによる新グループメンバー募集を発表[2]。
- 2016年1月27日、グループ名とオーディションを通過した8名を発表[3]。8名は研修生として活動。
- 2016年2月21日、PassCode主催「Disrupt Vol.1」（新宿LOFT）で初ライブ。
- 2016年3月31日、研修期間終了。二階堂はる・森かえるが活動辞退、愛須れい・久々御こひな・九間よもぎ・小枝えこ・月野きりん・夢那ゆにが正式メンバーとして活動することを発表（月野は研修期間を継続）[4]。
- 2016年4月26日、ちーぼう（7月15日「千歳ちの」に改名）が7月10日でゆるめるモ!を卒業し、レッツポコポコに移籍することを発表[5]。
- 2016年5月17日、月野きりんが活動辞退[6]。
- 2016年7月31日、この日の定期公演（東京アイドル劇場）で九間よもぎが卒業[7]。
- 2016年8月10日、1stミニアルバム『カラフルポコポコ』リリース。
- 2016年8月11日、「レッツマウンテン〜新たなる旅立ち〜」（渋谷MilkyWay）にて千歳ちの・琴海りおがお披露目[8]。
- 2016年9月22日、初のワンマンライブ「レッツ初初（ういうい）〜レッポコ初ワンマン〜」（TSUTAYA O-nest）を開催。
- 2017年1月11日、1stシングル「ぼくらの物語/くらげくらげ」リリース。
- 2017年3月24日、「レッツ一一（わんわん）〜1周年記念ワンマン〜」（新宿LOFT）を開催。
- 2017年4月9日、この日の定期公演（東京アイドル劇場）で休業中であった夢那ゆにが卒業[9]。
- 2017年9月30日、この日の劇場版ゴキゲン帝国との2マンライブ（新宿SAMURAI）をもってライブ活動を一時休止[10]。
- 2018年1月21日、ラストワンマンライブ「レッツ謝謝」（渋谷duo MUSIC EXCHANGE）を行い解散。

## メンバー
| 氏名          | ふりがな      | 生年月日（年齢）      | 血液型 | 備考                                                   |
| ------------- | ------------- | --------------------- | ------ | ------------------------------------------------------ |
| 愛須 れい     | あいす れい   | 2000年3月22日（24歳） | B型    | ミスiD2018 ファイナリスト 時田萌々に改名し、AVデビュー |
| 久々御 こひな | くぐみ こひな | 1998年1月21日（27歳） | A型    | にゅうとして、ニコニコ生放送にて配信活動中             |
| 小枝 えこ     | こえだ えこ   | 6月19日               | O型    | リーダー                                               |
| 琴海 りお     | ことみ りお   | 8月6日                | A型    | 2016年8月11日加入。ミスiD2019 小林司賞                 |
| 千歳 ちの     | ちとせ ちの   | 1999年1月13日（26歳） |        | 2016年8月11日加入。元ゆるめるモ!（ちーぼう）           |

### 旧メンバー
- 森 かえる - 研修期間終了とともに活動辞退
- 二階堂 はる - 研修期間終了とともに活動辞退
- 月野 きりん - 2016年5月17日活動辞退
- 九間 よもぎ - 2016年7月31日卒業。2017年5月 - 2018年9月まで劇場版ゴキゲン帝国の廿楽なぎとして活動。
- 夢那 ゆに - 2017年4月9日卒業（2016年8月4日より受験のため活動休止[11]）。ミスiD2017セミファイナリスト - 2025年現在、MEWMメンバーのれいかとして活動。

## 作品
※YOU'LL RECORDSから発売

### シングル
| # | 発売日        | タイトル                  | 品番     | 収録曲 | 備考 |
| - | ------------- | ------------------------- | -------- | --- | ---- |
| 1 | 2017年1月11日 | ぼくらの物語/くらげくらげ | YLRC-019 | 1. ぼくらの物語 2. くらげくらげ 3. マーマレードの歌 4. ぼくらの物語(instrumental) 5. くらげくらげ(instrumental) 6. マーマレードの歌(instrumental) |      |

### ミニアルバム
| # | 発売日        | タイトル         | 品番     | 収録曲 | 備考 |
| - | ------------- | ---------------- | -------- | --- | ---- |
| 1 | 2016年8月10日 | カラフルポコポコ | YLRC-017 | 1. 魔法の「カギカッコ」 2. クルクルポコポコ 3. 友よポコポコ 4. セイセイマゴマゴ 5. 魔法の「カギカッコ」(Instrumental) 6. クルクルポコポコ(Instrumental) 7. 友よポコポコ(Instrumental) 8. セイセイマゴマゴ(Instrumental) |      |
| 2 | 2017年8月2日  | 青春微炭酸       | YLRC-025 | 1. ポコファーレ 2. ○を止めないで 3. 君以外虚無 4. 風風サマー 5. その日、わたしは風邪引きたい 6. 歌おパパラ 7. あなたどこから来たの?                                                                                     |      |

### 配信限定
- 『LIVE at オトトイのススメ!』（2016年12月9日、OTOTOY限定）

## ライブ

### ワンマン
- レッツ初初（ういうい）〜レッポコ初ワンマン〜（2016年9月22日、TSUTAYA O-nest）
- レッツ一一（わんわん）〜1周年記念ワンマン〜（2017年3月24日、新宿LOFT）
- レッツ泡泡（しゅわしゅわ） （2017年8月14日、渋谷WWW）